# Willy Meyer (Fußballspieler)
Willy Meyer (* 17. März 1937 in Amberg; † 10. Juni 2017 in Schwandorf) war ein deutscher Fußballspieler, der im ersten deutsch-deutschen Ausscheidungsspiel vor den Qualifikationsspielen zu den Olympischen Sommerspielen 1960 in Rom, am 16. September 1959 im Berliner Walter-Ulbricht-Stadion, in der deutschen Fußballnationalmannschaft der Amateure gegen die Fußballnationalmannschaft der DDR spielte.

## Laufbahn

### Verein
Der Schüler Willy Meyer durchlief in seiner Heimatgemeinde Weiden die verschiedenen Jahrgangsklassen in der Jugendabteilung der dortigen Spielvereinigung, in deren Reihen er auch 1953 die Kreismeisterschaft erringen konnte. Als Mitglied der 4-mal-100-Meter-Jugendstaffel stellte er in 46,7 s einen Oberpfalzrekord auf. Im Sommer 1954 wechselte er mit 17 Jahren zum 1. FC Schwandorf. Da der SpVgg Weiden in der Runde 1953/54 die Meisterschaft in der Amateurliga Südbayern und auch der Aufstieg in die 2. Liga Süd gelungen war, rechnete sich der junge Spieler keine guten Chancen aus, in absehbarer Zeit in der Ligaelf der Oberpfälzer zum Einsatz kommen zu können. Bei Schwandorf spielte der Sprinter am rechten Flügel 1954/55 sofort in der 1. Mannschaft in der Kreisliga Oberpfalz. Im zweiten Jahr in Schwandorf, 1955/56, erlebte der junge Spieler den Aufstieg in die 1. Amateurliga Südbayern. Von der Saison 1956/57 bis zur Runde 1962/63 spielte der außergewöhnlich schnelle Angreifer mit dem 1. FC Schwandorf in der 1. Amateurliga Südbayern. Ein großes Plus für Meyers Schnelligkeit war seine Teilnahme am Leichtathletiktraining. Er fühlte sich auch auf der Aschenbahn wohl und lief die 100 Meter in der Zeit von 10,8 s. Nach der Ligenumstellung durch die Einführung der Fußball-Bundesliga zur Runde 1963/64, behauptete sich Meyer und sein Verein auch in der Bayernliga.
In der Saison 1961/62 stand Willy Meyer mit 25 Toren an der Spitze der Torschützenliste in Südbayern. Häufige Verletzungspausen – durch seine Schnelligkeit wurde Meyer von den gegnerischen Verteidigern oftmals durch grobe Fouls bekämpft – warfen den Stürmer immer wieder zurück und bedeuteten für ihn neben dem Absagen von Auswahleinladungen, auch das vielmalige Aufbauen der Form nach willkürlich verursachten Pausen. Lediglich in der Runde 1968/69 war er nicht für Schwandorf im Einsatz, in dieser Saison übte er die Spielertrainer-Tätigkeit beim FC Schwarzenfeld aus, was er auch 1974/75 beim heimischen 1. FC Schwandorf mit Erfolg praktizierte. In den Jahren danach half er nur noch sporadisch, wenn Not am Mann war, in der 1. Mannschaft aus und erhielt sich den Spaß am Fußball durch die Aktivität und Geselligkeit in der Alten-Herrenmannschaft.

### Auswahlberufungen
DFB-Trainer Georg Gawliczek berief Willy Meyer vom 1. FC Schwandorf nach Lehrgängen in Düsseldorf, Köln und Duisburg in das Aufgebot der DFB-Amateurnationalmannschaft für die Ausscheidungsspiele im September 1959 gegen die Fußballnationalmannschaft der DDR. Beim Vorbereitungsspiel am 5. August 1959 im Augsburger Rosenaustadion gegen eine Kombination der Vertragsspieler aus Augsburg und München, die DFB-Amateure gewannen das Spiel mit 3:2 Toren, überzeugte der 22-jährige Angreifer aus Schwandorf mit einer herausragenden Leistung und spielte sich damit in die Startelf für das Hinspiel in Berlin. Die 12.000 Zuschauer bestaunten beim Testspiel in Reihen der Amateurnationalmannschaft Spielführer Herbert Schäfer und Halbstürmer Günter Herrmann, die es ausgezeichnet verstanden, die Stürmer geschickt einzusetzen. Hilmar Weishaar, der Linksaußen vom FK Pirmasens, setzte sich mit harten Torschüssen in Szene und Rechtsaußen Willy Meyer wurde gar als „Entdeckung für den anwesenden Bundestrainer Sepp Herberger und Liebling der Massen“ bezeichnet. Unheimlich schnell, allen Situationen gewachsen und mit einem harten Schuss aufwartend, konnte Meyer durch den „Löwen“-Verteidiger Pfanzelt nur durch übertriebene Härte bekämpft werden. Die Schwandorfer Entdeckung erzielte in der 17. Minute den Ausgleich zum 1:1 und in der 80. Minute das Siegtor zum 3:2 für die Amateurauswahl.
Die Spieleraufgebote in Augsburg:
Vertragsspieler-Elf:
Kosar – Tietz (beide Bayern München), Pfanzelt – Metzger (beide 1860 München), Landerer (Bayern München), Simon – Kölbl (beide 1860 München), Haller (BC Augsburg), Feigenspan (1860 München), Grosser (Bayern München), Heiß (1860 München).
Olympiaauswahl:
Eglin (Stuttgarter Kickers) – Bisanz (1. FC Köln), Kurbjuhn (Buxtehude) – W. Schulz (Union Günnigfeld), Gerdau (Heider SV), H. Schäfer (Spfrd. Siegen) – Meyer (1. FC Schwandorf), Höher (Bayer Leverkusen), Thimm (Arminia Hannover), Herrmann (Karlsruher SC), Weishaar (FK Pirmasens).
Nach der Pause kamen bei den Amateuren noch Wilkening (Arminia Hannover) und Nauheimer (FSV Frankfurt) zum Einsatz.
Zusammen mit Günter Herrmann (Karlsruher SC), Joachim Thimm (Arminia Hannover), Günter Nauheimer (FSV Frankfurt) und Gert Dörfel (Hamburger SV) bildete Willy Meyer als Rechtsaußen am 16. September 1959 in Ost-Berlin beim Hinspiel der deutsch-deutschen Ausscheidungsspiele den Angriff der Mannschaft von Trainer Georg Gawliczek. Die DFB-Mannschaft gewann das Spiel mit 2:0 Toren. Über die schnellen Leute am Flügel, Dörfel und Meyer, trugen die DFB-Amateure zumeist ihre Angriffe vor. Getragen von der souveränen Abwehr mit Torhüter Eglin, den Verteidigern Olk und Kurbjuhn sowie der stabilisierenden Läuferreihe mit Matthias Mauritz, Herbert Schäfer und Willi Schulz konnte sich die DFV-Vertretung um Dieter Erler und Günter Schröter nicht entscheidend durchsetzen. Nach einer Vereinbarung beider Nationaler Olympischer Komitees fand das Spiel unter Ausschluss der Öffentlichkeit statt und fand auch keinen Eingang in die offizielle Länderspielstatistik der DFB-Amateure. Der Amateur aus der Oberpfalz, Willy Meyer, hat deshalb ein entscheidendes Ausscheidungsspiel vor den Qualifikationsspielen für die Olympischen Spiele 1960 in Rom für die DFB-Amateurnationalmannschaft bestritten, wird aber durch die damals praktizierten politischen Umstände nicht als Amateurnationalspieler geführt. Beim Rückspiel am 23. September in Düsseldorf saß Meyer verletzt zusammen mit Peter Kunter, Günter Herrmann, Jürgen Kurbjuhn, Gustav Walenciak und Günter Nauheimer auf der Reservebank. Auch das zweite Spiel entschied die DFB-Vertretung zu ihren Gunsten. Nach Toren von Thimm und Wilkening (ein „Fall“ wie Willy Meyer) wurde die DFV-Mannschaft mit 2:1 erneut geschlagen.
Bundestrainer Sepp Herberger lud sein vorläufiges Aufgebot für die A- und B-Länderspiele am 3. Oktober (B-Elf) und 4. Oktober 1959 (A-Elf) gegen die Schweiz zu einem Lehrgang vom 28. September bis 3. Oktober in die Verbandssportschule des Badischen Fußball-Verbandes nach Karlsruhe-Schöneck ein. Das Stürmeraufgebot lautete:
Rahn (1. FC Köln), Kraus (Kickers Offenbach), Meyer (1. FC Schwandorf), Brülls (Mönchengladbach), Lindner (Eintracht Frankfurt), Seeler (Hamburger SV), Strehl (1. FC Nürnberg), Siedl (Bayern München), Pfaff (Eintracht Frankfurt), Herrmann (Karlsruher SC), Dörfel (Hamburger SV), Albrecht (1. FC Nürnberg).
Willy Meyer konnte an dem Lehrgang wegen einer Verletzung nicht teilnehmen und wurde deshalb für die Spiele der A- und B-Nationalmannschaft gegen die Schweiz nicht nominiert. In Konstanz – die Schweiz gewann mit 1:0 Toren – spielten im Angriff der deutschen B-Elf:
Ekkehard Feigenspan (Dieter Lindner), Rudolf Kölbl, Heinz Strehl, Michael Pfeiffer und Hans Cieslarczyk.
Drei Mittelstürmer (Feigenspan, Kölbl, Strehl), zwei Halbstürmer (Lindner, Pfeiffer) und ein Linksaußen (Cieslarczyk) wurden aufgeboten. Ein bewährter oder hoffnungsvoller Rechtsaußen findet sich in dieser Formation nicht. Ein gesunder Willy Meyer hätte im September/Oktober 1959 eine Alternative auf seiner Stammposition des rechten Flügelstürmers sein können.
Der Torschützenkönig der 1. Amateurliga Südbayern der Runde 1961/62 überzeugte auch in der Verbandsauswahl von Bayern am 11. Juni 1962 beim Spiel gegen Niederösterreich. Bayern gewann mit 5:2 Toren und der Schwandorfer trug sich zweimal in die Torschützenliste dabei ein. In der Vorrundenbegegnung des Länderpokals 1963 am 5. Oktober 1962 in Köln gegen den Mittelrhein stürmte er auch in der Bayernauswahl beim klaren 5:1-Erfolg.

## Nach der Karriere
Der kaufmännische Angestellte in einer heimischen Brauerei, der Angebote von den Oberligamannschaften aus München und Fürth abgelehnt hatte, spielte noch bis in die Achtziger bei der Alten-Herren-Mannschaft des 1. FC Schwandorf. Im Oktober 1981 gewannen sie in Karlsruhe die deutsche Eisenbahnermeisterschaft der AH-Fußballer. Bis ins hohe Alter hielt sich der rüstige Senior durch regelmäßiges Jogging fit.

## Weblink
- „Willy“ Meyer war Torjäger und Leichtathlet beim FC – Artikel auf mittelbayerische.de vom 21. August 2007

| Personendaten    | Personendaten            |
| ---------------- | ------------------------ |
| NAME             | Meyer, Willy             |
| KURZBESCHREIBUNG | deutscher Fußballspieler |
| GEBURTSDATUM     | 17. März 1937            |
| GEBURTSORT       | Amberg, Deutschland      |
| STERBEDATUM      | 10. Juni 2017            |
| STERBEORT        | Schwandorf               |